# Alopecosa obscura
Alopecosa obscura este o specie de păianjeni din genul Alopecosa, familia Lycosidae, descrisă de Schmidt, 1980.
Este endemică în Insulele Canare. Conform Catalogue of Life specia Alopecosa obscura nu are subspecii cunoscute.